# Geschiedenis van variëteiten
De studie van variëteiten combineert tal van belangrijke deelgebieden van wiskunde: het geeft concepten zoals krommen en oppervlakken alsmede ideeën uit de lineaire algebra en topologie een algemene vorm. Bepaalde speciale klassen van variëteiten hebben ook nog een extra algebraïsche structuur; zij kunnen zich bijvoorbeeld gedragen als groepen. In dat geval worden zij Lie-groepen genoemd. Als alternatief kunnen zij worden beschreven door vergelijkingen, in welk geval zij algebraïsche variëteiten worden genoemd, en als zij bovendien voorzien zijn van een groepsstructuur, worden zij algebraïsche groepen genoemd.

## Etymologie
Variëteit is in het Nederlands of misschien eerst in het Vlaams overgenomen uit het Frans. Riemann introduceerde het Duitse Mannigfeltigkeit voor dit begrip. In het Engels vertaalde Clifford dit eerste in manifoldness, dat werd manifold. Het voor de hand liggende Nederlandse woord menigvuldigheid lijkt niet te worden gebruikt. In de Romaanse talen is dit vertaald als variëteit, dat mogelijk via de invloed van het Frans op het Vlaams ook in het Nederlands is overgenomen. In het Engels verwijst manifold naar ruimten met een differentieerbare of topologische structuur, terwijl variety verwijst naar ruimten met een algebraïsche structuur, zoals in algebraic varieties. In het Nederlands lijkt dit onderscheid net als in het Frans niet gemaakt te worden. 

## Achtergrond
Aan het moderne concept van een variëteit gingen een aantal belangrijke resultaten uit de 18e- en 19e-eeuwse wiskunde vooraf. De oudste daarvan was de niet-euclidische meetkunde, waarin de ruimte wordt beschouwd zonder geldigheid van het parallellenpostulaat van Euclides. Saccheri was de eerste die deze meetkunde in 1783 bestudeerde. Lobatsjevski, Bolyai en Riemann ontwikkelden het onderwerp ongeveer 100 jaar later. Uit hun onderzoek kwamen twee soorten ruimten voort waarvan de meetkundige structuren verschillen van die van de klassieke euclidische ruimte; dit zijn de hyperbolische en elliptische meetkunde. In de moderne theorie van variëteiten komen deze begrippen overeen met respectievelijk een constante, negatieve en positieve kromming.
Carl Friedrich Gauss is mogelijk de eerste geweest die abstracte ruimtes als wiskundige objecten op zichzelf beschouwde. Zijn theorema egregium geeft een methode voor het berekenen van de kromming van een oppervlak zonder de omgevende ruimte, waarin het oppervlak ligt, in beschouwing te nemen. De stelling bewijst dat de kromming van het oppervlak een intrinsieke eigenschap is. De variëteitentheorie richt zich uitsluitend op deze intrinsieke eigenschappen, of invarianten, terwijl deze theorie de extrinsieke eigenschappen van de omgevende ruimte grotendeels negeert. 
Een ander, meer topologisch voorbeeld van een intrinsieke eigenschap van een variëteit is de Euler-karakteristiek. Voor een niet-snijdende grafiek in het euclidische vlak, met V knopen, E ribben en F vlakken liet Euler zien dat V-E+F= 2. Om die reden is de Euler-karakteristiek van het vlak gelijk aan 2. In tegenstelling daarmee toonde Antoine-Jean Lhuilier in 1813 aan, dat de Euler-karakteristiek van de torus gelijk is aan 0, aangezien de complete graaf op zeven punten kan worden ingebed in de torus. De Euler-karakteristiek van andere oppervlakken is een nuttige topologische invariant, die naar hogere dimensies is uitgebreid met behulp van Betti-getallen.  Met de stelling van Gauss-Bonnet wordt dan in het midden van de 19e eeuw een verband gelegd tussen de Euler-karakteristiek en de Gaussiaanse kromming. 
Zuiver meetkundig beschouwd zijn de Lagrangiaanse en Hamiltoniaanse mechanica natuurlijke variëteitstheorieën. Beide maken zij gebruik van de notie van verschillende karakteristieke assen of dimensies (die ook bekend zijn als gegeneraliseerde coördinaten, maar deze dimensies liggen niet langs de natuurkundige dimensies van breedte, hoogte en breedte.
In de vroege 19e eeuw werd met de theorie van de elliptische functies een basis gelegd voor de theorie van de elliptische integralen. Dit creëerde een nieuwe onderzoeksrichting. De standaardvormen voor elliptische integralen hadden in eerste instantie  betrekking op wortels van derdegraads- en vierdegraadsvergelijkingen. Wat er zou gebeuren bij vergelijkingen van hogere graad, zeg bij vijfdegraadsvergelijkingen, werd later door Niels Abel en Carl Jacobi geformuleerd. Dit gaf zicht op een abelse variëteit van dimensie 2, een abels oppervlak, dat later een Jacobiaan van een hyperelliptische kromme van genus 2 zou worden genoemd.

## Riemann
Bernhard Riemann was de eerste, die uitgebreid werk verrichtte om het idee van een oppervlak naar hogere dimensies een algemene vorm te geven. In zijn inaugurele oratie in Göttingen beschreef Riemann de verzameling van alle mogelijke waarden van een variabele met bepaalde restricties als een Mannigfaltigkeit, omdat de variabele vele waarden kan hebben. Hij maakte onderscheid tussen stetige Mannigfaltigkeit en diskrete Mannigfaltigkeit (continue menigvuldigheid en discontinue menigvuldigheid), afhankelijk van de vraag of de waarde continu of niet-continu verandert. 
Als continue voorbeelden verwijst Riemann niet alleen naar kleuren en de locaties van objecten in de ruimte, maar ook de mogelijke vormen van een ruimtelijke figuur. Met behulp van inductie construeerde Riemann een n-fach ausgedehnte Mannigfaltigkeit (een n-keer verlengd menigvuldigheid of n-dimensionale menigvuldigheid) als een continue stapel van n-1 dimensionale menigvoudigheden. Riemans intuïtieve notie van Mannigfaltigkeit ëvolueerde in wat vandaag de dag is geformaliseerd als een variëteit. Riemann-variëteiten en Riemann-oppervlakken zijn genoemd naar Bernhard Riemann. 
In 1857 introduceerde Riemaan zijn oppervlakken als onderdeel van een studie van het proces van de analytische voortzetting; Riemann-oppervlakken worden nu erkend als één-dimensionale complexe variëteiten. Hij bevorderde de studie van abelse en andere multi-variabele complexe functies. 

## Tijdgenoten van Riemann
Johann Benedict Listing, die het woord topologie bedacht, schreef in 1847 een artikel, 'Vorstudien zur Topologie", waarin hij een complex definieerde. Hij definieerde als eerste de Möbiusband. Vier jaar later, in 1861, noemde Möbius dit als een voorbeeld van een niet-oriënteerbare oppervlak.
Na Abel, Jacobi en Riemann kwamen enkele van de belangrijkste bijdrage aan de theorie van de abelse functies van Weierstrass, Frobenius, Poincaré en Picard. Het onderwerp was op dat moment erg populair, waardoor er toen al veel over literatuur ontstond. Tegen het einde van de 19e eeuw waren wiskundigen begonnen om meetkundige methoden te gebruiken in de studie van abelse functies.

## Poincaré
Het artikel van Henri Poincaré, 'Analyse Situs', uit 1895 beschreef variëteiten van drie dimensies en hoger, waarbij de strikte definities van homologie, homotopie, dat oorspronkelijk was gedefinieerd in de context van de laat-negentiende-eeuwse knopentheorie, ontwikkeld door Maxwell en anderen) en Betti-getallen werden gegeven. Poincaré stelde zich een vraag, die tegenwoordig bekendstaat als het vermoeden van Poincaré. Op basis van zijn werk ontstond het nieuwe idee van de fundamentaalgroep. Vanaf 2006 begon er een consensus onder deskundigen te ontstaan dat het recente werk van Grigori Perelman deze vraag heeft beantwoord, dit na bijna een eeuw van inspanningen door vele wiskundigen.

## Latere ontwikkelingen
Hermann Weyl gaf in 1912 een intrinsieke definitie van differentieerbare variëteiten. Tijdens de jaren 1930 verduidelijkten Hassler Whitney en anderen de aspecten aan de basis van het onderwerp, waardoor de ideeën die uit de tweede helft van de 19e eeuw dateerden, precies werden gemaakt en verder konden worden ontwikkeld in de  differentiaalmeetkunde en Lie-groeptheorie.
Uit de inbeddingstelling van Whitney, die zegt dat variëteiten die intrinsiek worden gedefinieerd door kaarten altijd kunnen worden ingebed in de euclidische ruimte, zoals in de extrinsieke definitie, blijkt dat de twee concepten van een variëteit gelijkwaardig zijn. Deze unificatie geeft de eerste volledige uiteenzetting van het moderne concept van een variëteit.
In de jaren 20 van de twintigste eeuw legde Lefschetz de basis voor de studie van abelse functies op het gebied van complexe tori. Het lijkt Lefschetz te zijn geweest die als eerste de naam abelse variëteit gebruikte. Het was André Weil in 1940, die dit onderwerp zijn moderne grondslag in de algebraïsche meetkunde gaf.